# Koklusz (film)
Koklusz (węg. Szamárköhögés) – węgierski komediodramat z 1987 roku w reżyserii Pétera Gárdosa.

## Opis fabuły
Akcja rozgrywa się w październiku i listopadzie 1956 roku, podczas Powstania Budapeszteńskiego. Rodzeństwo: Tomi oraz Anna Maria przede wszystkim cieszą się, że nie muszą chodzić do szkoły. Powracający z pracy Ojciec przynosi wiadomość o śmierci kolegi. Zabłąkane podczas strzelaniny kule dziurawią na wylot chleb, niesiony przez Babcię, wracającą z zakupów. Rodzina ze Stanów Zjednoczonych telefonuje, by dowiedzieć się więcej o sytuacji panującej w kraju. Matka namawia do wyjazdu zagranicę, gdzie posiada kochanka, ale na przeszkodzie temu staje koklusz, na który zaczyna chorować Tom. Polityczna "normalizacja" oznacza dla dzieci powrót do niechcianej, właśnie otwieranej szkoły.

## Obsada
- Dezső Garas (Feri, ojciec)
- Mari Törőcsik (babcia)
- Judit Hernádi (Franciska, matka)
- Marcell Tóth (Tomi)
- Eszter Kárász (Annamari)